# La novia del desierto
La novia del desierto é um filme de drama argentino-chileno de 2017 dirigido e escrito por Paulina García. Protagonizado por Cecilia Atán e Valeria Pivato, estreou no Festival de Cannes 2017, no qual competiu para Un certain regard.

## Elenco
- Paulina García - Teresa
- Claudio Rissi - El Gringo